# Agrilus marozzinii
Agrilus
marozzinii é uma espécie de inseto do género Agrilus, família
Buprestidae, ordem Coleoptera.
Foi descrita cientificamente por Gobbi, 1974.